# Cikloten
Cikloten (javorov lakton) je organsko jedinjenje koji se koristi u začinima i parfimeriji zbog svog javoru- ili karameli sličnog mirisa.